# Erotisk massage
Erotisk massage er en kærtegnende kropsmassage, hvis formål er seksuel ophidselse i modsætning til terapeutisk massage. De forskellige former for Erotisk massage bliver slangagtig opdelt i nationaliteter. Man opererer med flg.
Dansk: alm. samleje Svensk: med hånden
Fransk: med munden Spansk: mellem brysterne
Norsk: i armhulen Græsk; analsex
Tysk spanking Russisk: mellem lårene